# Metafurca
Metafurca – widełki sternalne zatułowia. Apodema stanowiąca część endoszkieletu tułowia owadów uskrzydlonych.
Metafurca stanowią wewnętrzny wyrostek zapiersia. U błokoskrzydłych wyrastają ze środkowobrzusznej części metapectus.
Do metafurca przyczepione są mięśnie metafurkalne. Należą doń m.in. musculus mesonoto-sternalis, musculus metanoto-trochantinalis, musculus metanoto-phragmalis, musculus metafurca-coxalis anterior, musculus metafurca-coxalis posterior, musculus metafurca-coxalis medialis, musculus metafurca-coxalis lateralis, musculus metafurca-trochanteralis, musculus metafurca-pleuralis, musculus mesofurca-metafurcalis, musculus mesospina-metafurcalis, musculus metafurca-abdominosternalis, musculus metafurca-spinalis, metafurco-propodeal muscle, metalaterophragmo-metafurca muscle.